# Ледвил
Ледвил (на английски: Leadville) е град в окръг Ла Плата, щата Колорадо, САЩ. Ледвил е с население от 2688 жители (2005) и обща площ от 2,7 km². Намира се на 3094 m надморска височина. ЗИП кодът му е 80429, 80461, а телефонният му код е 719.